# 佩德羅·查維茲
佩德羅·荷西·查維茲（西班牙語：Pedro Jose Chavez，1962年2月23日—），委內瑞拉棒球選手，曾效力於兄弟象，中文登錄名為「查維」，守備位置為游擊手，因為守備方面有非常優異的表現，因此有「蜘蛛人」的稱號，但職棒3年球季開打後僅一個月，查維茲便在一次守備中遭到三商虎鄭幸生踢斷左手手臂，無法繼續出賽的查維茲只好黯然離開球隊。

## 經歷
- 委內瑞拉聯盟Leones del Caracas（1980年10月～1984年12月）
- 美國職棒底特律老虎（小聯盟，1981年～1988年）
- 美國職棒巴爾的摩金鶯（小聯盟，1983年）
- 委內瑞拉聯盟Navegantes del Magallanes（1985年10月～1990年1月）
- 委內瑞拉聯盟Leones del Caracas（1990年10月～1991年1月）
- 中華職棒兄弟象（1991年2月15日～1992年4月30日）
- 委內瑞拉聯盟Caribes de Anzoategui（1992年10月～1994年12月）

## 職棒生涯成績
| 年度   | 球隊   | 出賽 | 打數 | 安打 | 二壘打 | 三壘打 | 全壘打 | 打點 | 盜壘 | 四死 | 三振 | 打擊率 |
| ------ | ------ | ---- | ---- | ---- | ------ | ------ | ------ | ---- | ---- | ---- | ---- | ------ |
| 1991年 | 兄弟象 | 47   | 162  | 50   | 12     | 2      | 2      | 20   | 3    | 11   | 13   | 0.309  |
| 1992年 | 兄弟象 | 9    | 32   | 15   | 2      | 0      | 0      | 5    | 2    | 2    | 3    | 0.469  |
| 合計   | 2年    | 56   | 194  | 65   | 14     | 2      | 2      | 25   | 5    | 13   | 16   | 0.335  |

## 特殊事蹟
- 中華職棒第一位委內瑞拉籍球員。
- 1991年9月15日，對統一獅擊出委內瑞拉籍球員在中華職棒的第一支全壘打。
- 1992年4月14日遭到三商虎鄭幸生踢斷左手手臂，骨折離開球場。

## 外部連結
- 佩德羅·查維茲在台灣棒球維基館上的頁面（繁體中文）
- 佩德羅·查維茲在中華職棒官網
- 佩德羅·查維茲在Baseball-Reference.com（小聯盟以及海外聯盟）（英语）
- 佩德羅·查維茲在The Baseball Cube（英语）